# Квитковских, Антон Владимирович
Анто́н Влади́мирович Квитко́вских (род. 3 ноября 2000, Ува, Удмуртия) — российский профессиональный баскетболист, играющий на позиции лёгкого форварда. Выступает за баскетбольный клуб «Локомотив-Кубань».

## Карьера
Антон родился и проживал с родителями в посёлке Ува. Воспитанник удмуртского баскетбола, старательный форвард с бойцовским характером, эффективность которого зачастую очень сложно рассмотреть в статистическом протоколе.
В сезоне — 2016/2017 Антон Квитковских начал выступать за баскетбольную команду саратовского «Автодора».
В сезонах 2017/2018 и 2018/2019, игрок регулярно выходит на площадку, защищая цвета саратовского клуба в Единой Лиги ВТБ.

## Сборная России
В ноябре 2021 года Квитковских был включён в расширенный состав сборной России для участия в подготовке к матчам квалификации Кубка мира-2023 со сборными Италии и Исландии.
В феврале 2021 года Квитковсих был вызван на сбор национальной команды для подготовки к двум матчам квалификации Кубка мира-2023 со сборной Нидерландов.
В июне 2022 года Квитковских принял участие в Открытом лагере РФБ для кандидатов в сборную России не старше 25 лет, проходящих в возрастные рамки для участия в студенческих соревнованиях.

## Достижения
- Серебряный призёр Единой лиги ВТБ: 2022/2023
- Серебряный призёр Суперкубка Единой лиги ВТБ: 2023
- Серебряный призёр чемпионата России: 2022/2023